# Tom Cocqu
Pas d'image ? Cliquez ici

a Compétitions nationales et continentales officielles uniquement.

b Matchs officiels uniquement.
Dernière mise à jour le 6 octobre 2018.
Tom Cocqu, né le 24 juillet 1996, est un joueur belge de rugby à XV qui évolue au poste de demi de mêlée. Il compte plusieurs sélections en tant qu'international belge.

## Biographie
Tom Cocqu est formé par le RC Frameries en Belgique, avant de rejoindre le CA Saint-Étienne en France.
Il connaît sa première sélection internationale sous le maillot belge en catégorie des moins de 18 ans. Il participe au championnat d'Europe des moins de 18 ans lors de la saison 2013-2014 et au championnat d'Europe de rugby à XV des moins de 19 ans (en) en 2014-2015.
Après deux saisons au sein de l'US bressane, il intègre à l'intersaison 2015 le centre de formation de l'USO Nevers.
Lors de la saison 2015-2016, il devient champion d'Europe avec l'équipe nationale senior, et accède ainsi au Championnat européen des nations. Il compte également plusieurs sélections avec l'équipe de Belgique de rugby sept lors des tournois de Dubaï dans le cadre des World Rugby Sevens Series, ainsi que pour un tournoi à Moscou (en).
Il rejoint pour la saison 2016-2017 l'effectif du RC Aubenas Vals en Fédérale 1.
À l'intersaison 2018, Cocqu quitte Aubenas pour rejoindre Chartres en Fédérale 2.

## Carrière

### En club
- 2010-2011[réf. nécessaire] : RC Frameries
- 2011-2013[réf. nécessaire] : CA Saint-Étienne
- 2013-2015 : US bressane
- 2015-2016 : USO Nevers
- 2016-2018 : RC Aubenas Vals

### En équipe nationale
Tom Cocqu débute en équipe de Belgique de rugby à XV en catégorie des moins de 18 ans. 
Il compte également plusieurs sélections en équipe nationale belge de rugby à sept.

## Palmarès

### En club
Néant

### En équipe nationale
- Équipe de Belgique :
  - Championnat européen des nations :
    - Champion division 1B : 2016.

  - 4 sélections en 2015-2016[2], 1 essai contre la Pologne.
  - 2 sélections en 2014-2015[2].
- Équipe de Belgique de rugby à sept :
  - Tournoi de Dubaï[4].
- Équipe de Belgique des moins de 19 ans[réf. nécessaire].
- Équipe de Belgique des moins de 18 ans[réf. nécessaire].